# Réinformation
La réinformation, utilisée le plus souvent par l'extrême droite (principalement sur Internet) depuis la fin des années 1990, est une alternative aux médias de masse ; son but est de diffuser les idées d'extrême droite tout en discréditant les médias, parfois en se livrant à la désinformation ou au conspirationnisme.

## Historique
Le terme de « réinformation » apparaît en novembre 1997 sous la plume de Bruno Mégret, qui, dans le cadre d'un colloque du conseil scientifique du Front national sur l'information, appelle alors de ses vœux « une réinformation qui gomme le stigmate des années de désinformation subies »,.
Ce concept est théorisé au début des années 2000 par la personnalité d'extrême droite Henry de Lesquen, lequel maîtrise les codes d'internet. Pour diffuser leurs idées (rétablissement de la peine de mort, antiféminisme ou réémigration des « congoïdes »), Lesquen et ses partisans reprennent les méthodes des forums 18-25 ans de Jeuxvideo.com, dont proviennent ses community managers selon Tristan Mendès France, spécialiste du numérique,. Nouveau président de Radio Courtoisie, Henry de Lesquen crée en 2007 un « bulletin de réinformation », dont il confie la direction à Jean-Yves Le Gallou,. Celui-ci le dirigera jusqu'à sa brouille avec Lesquen, en 2016. C'est à partir de là que le concept de réinformation se popularise à droite.
Le terme de « réinformation » est, par la suite, décliné sur Internet par des sites d'extrême droite, ou conspirationnistes,, qui se baptisent « réinfosphère ».

## Analyse
Selon Le Monde, « réinformation » est « une formule forgée par l’extrême droite pour définir des médias militants de la fachosphère », définie comme « une nébuleuse de sites, de comptes sur les réseaux sociaux, visant à diffuser de la « réinformation », en clair de la propagande allant dans le sens des militants qui les animent. ».
Selon Guilhem Fouetillou, cofondateur de Linkfluence, les sites de « ré-information » de la « fachosphère », avec les sites « d'alter-info », « qui réécrivent l'histoire », sont une des deux principales communautés poreuses qui constituent la « complots-sphère ».
Selon L'Express, pour l'ultra droite, « sur les sites Internet qualifiés par leurs créateurs de "réinformation", les querelles de chapelle s'estompent grâce à des articles ciblant les ennemis communs que sont les ministres Manuel Valls et Najat Vallaud-Belkacem, la journaliste Caroline Fourest ou les Femen. Nouvelles de France, Le Salon beige, le Panier à salades, le Rouge et le Noir, Agence Info libre, TV Libertés : la liste n'a pas de fin parce qu'il en naît chaque mois. » Leurs audiences cumulées rivalisent avec certains médias « dominants » et Boulevard Voltaire est l'un des plus influents. Ces sites ont répandu des expressions comme celle du grand remplacement.
Le site Égalité et Réconciliation d'Alain Soral est le plus lu et a une audience plus grande que celle d'Atlantico mais est encore loin de celle des médias comme Le Figaro, Le Monde ou L'Express auxquels ces sites (selon Adrien Sénécat de L'Express) vouent une « haine féroce », les qualifiant parfois de « "merdia", bien pensant, politiquement corrects. ». Selon Samuel Laurent et Michaël Szadkowski du Monde, les sites de droite ou d’extrême droite penseraient qu'il existe « un pacte secret » entre les médias et le pouvoir politique qui s'est amplifié avec l'opposition au mariage homosexuel en France.
Selon France Inter, « sous couvert de “ré-information”, on a une presse d’opinion, d’extrême droite, qui sape la légitimité des médias et prospère sur Internet. ». Pour Tristan Mendès France, enseignant en cultures numériques à l'université Sorbonne-Nouvelle, ces critiques essayent de « discréditer les journalistes en optant pour un discours de l'alternative, ils s'assurent les faveurs d'un public déçu ou méfiant des médias traditionnels ». Pour Dominique Albertini, auteur de l'ouvrage La Fachosphère, « la "réinformation" est avant tout un concept marketing car la plupart de ces médias sont des médias d'opinion. ». Pour Jean-Marie Charon, sociologue des médias, « de l'avènement de la télévision jusque dans les années 1990, les courants minoritaires dont l'extrême droite n'ont plus eu accès à la télé officielle », ils ont « profité de l'essor du numérique pour lancer leur propre plateforme d'information ».

### Manifestations et tribunes

#### Polémia
En 2002, sous l'égide de l'Association pour la Fondation Polémia pour l'identité, la sécurité et les libertés européennes, une Fondation Polémia est créée par Jean-Yves Le Gallou, accompagné de Xavier Caïtucoli, Grégoire Dupont-Tingaud, Anne Dufresne, Jacques Gévaudan, Jean-François Legros, Yves Peuterey, Philippe Schleiter et Jean Vidar,. Ce think tank identitaire, présidé par Jean-Yves Le Gallou et principalement actif sur Internet, organise chaque année à Paris les Bobards d'or et le Forum de la dissidence.
En 2010, Jean-Yves Le Gallou fait paraître sous l'égide de Polémia un Dictionnaire de réinformation, présenté comme contenant « cinq cents mots pour la dissidence ». Jean-Yves Le Gallou lance également avec Claude Chollet l'Observatoire des journalistes et de l'information médiatique en 2012 (devenu « Observatoire du journalisme » en 2017), considéré comme « un Acrimed d'extrême droite ».
En 2016, Dominique Albertini et David Doucet notent que le site polemia.com reste peu fréquenté ; le meilleur succès de la fondation sur internet est une vidéo intitulée « Être français », qui dépasse le million de vues. Des sites de « réinformation » participent à la cérémonie des Bobards d'or, organisée par Polémia.

#### TV Libertés
En 2014, le rapport de l'enquête administrative relative à la mort de Rémi Fraisse cite Pierre-Alexandre Bouclay, collaborateur de plusieurs organes de « réinformation », dont TV Libertés,,, et ancien rédacteur de la revue négationniste L'Autre Histoire.[pertinence contestée]

#### Autres
Se revendiquent également de la « réinformation » :
- l'Agence2presse[31] ;
- Boulevard Voltaire[32] ;
- Contre-info[33] ;
- Dreuz[34] ;
- E-deo[35] ;
- le site d'Égalité et Réconciliation[réf. nécessaire] ;
- Enquête et Débat[26] ;
- le Forum catholique[33] ;
- Fdesouche ;
- Infosyrie[36] ;
- La France libre[37] ;
- LesObservateurs.ch[38],[39] ;
- Ligne droite[40] ;
- un certain nombre de sites locaux ou régionaux[12],[41], comme Breizh Info, Infos Bordeaux, Infos Toulouse, Lengadoc Info, Nice Provence, Nordactu, Paris Vox, ou Rhône-Alpes Info[42] ;
  - Infos Bordeaux est un site web créé en 2010. Se présentant comme un site d'information et d'actualités régionales, il s'agit d'un site militant d'extrême droite[12],[41], proche du Front national et s'inscrivant dans la mouvance de la « réinformation »[42]. Burdigala Presse est un autre site de réinformation en Aquitaine.
- Meta TV, animée par l'ancien rappeur Tepa[43] ;
- Nous sommes partout, un site internet dont le titre fait écho, selon Nord Littoral, au magazine culturel et politique d'avant-guerre Je suis partout[44],[45] ;
- Novopress (organe des Identitaires) ;
- Observatoire du journalisme[12] ;
- ProRussia[réf. souhaitée] (2012-2013)[46] ;
- Radio Courtoisie ;
- Regards sur l'économie, le blogue d'Olivier Demeulenaere[47] ;
- Riposte catholique[33] ;
- réinfocovid[48];
- Le Salon beige[réf. souhaitée] ;
- le blogue de Jeanne Smits[33] ;
- Tradinews[33] ;
- TV Libertés (et ses avatars Eurolibertés et Radio Libertés)[49].

### Sources
- Cet article est partiellement ou en totalité issu de l'article intitulé « Désinformation » (voir la liste des auteurs).

- Cet article est partiellement ou en totalité issu de l'article intitulé « Extrême droite sur Internet » (voir la liste des auteurs).